# Indiranagar, Sindgi
Indiranagar là một làng thuộc tehsil Sindgi, huyện Bijapur, bang Karnataka, Ấn Độ.